# 黃緒祖
黃緒祖，山東省臨清直隸州夏津縣人，清朝政治人物、同進士出身。
光緒六年（1880年），参加庚辰科殿試，登進士三甲第37名。同年五月，著交吏部掣签，分发各省以知县即用。